# ناحیه بارتون، میشیگان
ناحیه بارتون (به انگلیسی: Barton Township) یک منطقهٔ مسکونی در ایالات متحده آمریکا است که در شهرستان نیویگو، میشیگان واقع شده‌است.
 ناحیه بارتون ۹۳٫۰ کیلومتر مربع مساحت و ۸۲۰ نفر جمعیت دارد و ۳۶۴ متر بالاتر از سطح دریا واقع شده‌است.